# Alison Chapman-Andrews
Alison Chapman-Andrews (tên khai sinh Alison Armstrong, 1942) là một họa sĩ người Barbados sinh ra ở Anh.
Là người gốc Hertford, Chapman-Andrew học từ năm 1963 đến 1966 tại Đại học Nghệ thuật Hoàng gia, nhận giải thưởng ARCA cho bức tranh của bà. Bà chuyển đến Barbados năm 1971 và bắt đầu vẽ phong cảnh địa phương, từ đó trở thành trung tâm trong công việc của bà. Những bức tranh ban đầu của bà về cơ bản là hiện thực, nhưng khi sự nghiệp của bà phát triển hơn nữa, những bức tranh của bà ngày càng trở nên cách điệu hơn. Trong sự nghiệp của mình, bà đã làm việc như một giáo viên, người quản lý và chuyên mục báo cũng như một nghệ sĩ, và vào năm 2006, bà đã nhận được giải thưởng của Toàn quyền cho công việc của mình. Bà đã kết hôn một thời gian với họa sĩ Stanley Greaves, nhưng hai người sau đó đã ly dị; trước đây bà đã kết hôn với Paul Chapman-Andrews, một nhà khảo sát.
Chapman-Andrew được đại diện trong các bộ sưu tập của Phòng trưng bày nghệ thuật Barbados và Đại học Tây Ấn, cũng như nhiều bộ sưu tập tư nhân.